# Anhée
Anhée [ɑ̃e] (en wallon An.é(ye)) est une commune francophone de Belgique située en Région wallonne dans la province de Namur, ainsi qu'une localité où siège son administration. (À ne pas confondre avec la localité d'Anthée, qui fait partie de la commune d'Onhaye)
En 1964, Anhée fusionne avec Warnant et de Haut-le-Wastia.
À la suite de la fusion des communes en 1977, Anhée fusionne avec les communes d'Annevoie-Rouillon, Bioul, Denée et Sosoye.

## Toponymie
En 1064 apparaît pour la première fois le nom d’Anhée sous sa forme d’Anheia qui d’après l’étymologiste Carnoy, dériverait d’un mot latin - franc Angiaca signifiant « terre aux prairies » ce qui caractériserait bien la localité.

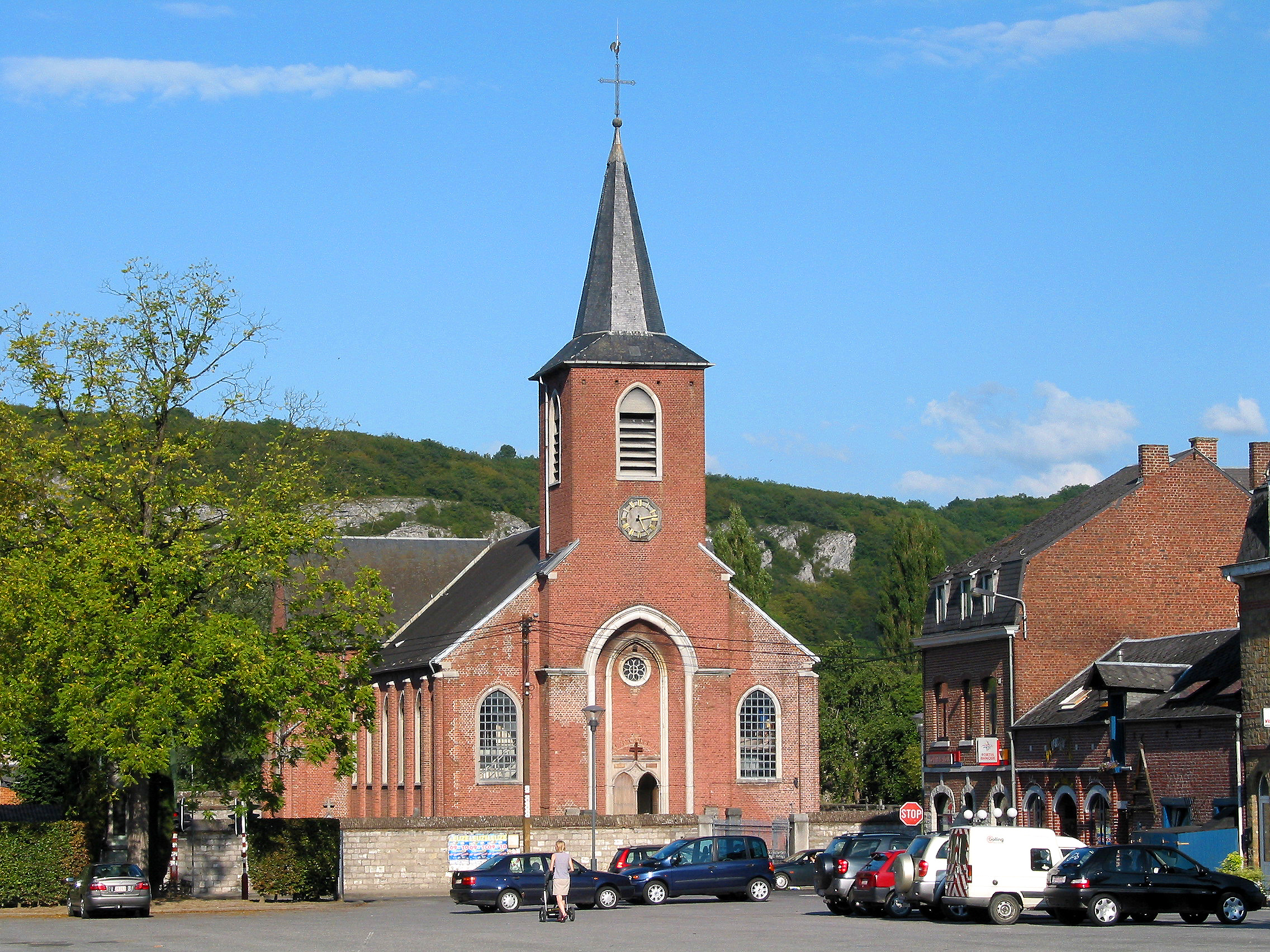
L'église Saint-Martin.

## Géographie
Anhée est un gros village situé sur la rive gauche de la Meuse face aux rochers de Champalle dans le Condroz en Région wallonne.
Deux cours d'eau ont façonné le relief et la physionomie d'Anhée : la Meuse et son affluent sur la rive gauche, la Molignée. La Meuse, qui marque la frontière avec la commune d'Yvoir à l'est, est bordée par les localités de Hun et d'Anhée. Cette dernière entité est le centre administratif de la commune. Bioul, Denée, Haut-le-Wastia et Salet sont des villages du plateau condruzien. Anhée, Hun, Maredret et Sosoye sont des villages dans la vallée de la Molignée. Annevoie-Rouillon et Warnant sont quant à eux situés sur le versant de la rive gauche de la Meuse.
Au niveau géologique, la cuvette d'Anhée est couverte par des couches à dominante schisteuse du Namurien faisant partie du bassin houiller d'Anhée (qui s'étend de Bioul en direction de Warnant et de la cuvette d'Anhée) bien qu’en dépit des recherches, aucune exploitation charbonnière n’y ait jamais vraiment été mise à profit. Les calcaires du Dinantien occupent les hauteurs du plateau de la rive gauche de la Meuse surplombant les vallées de la Meuse et de la Molignée. Précisément dans ces vallées qui ont entaillé le plateau, on trouve les alluvions laissés par ces cours d'eau. À proximité de Bioul, des sables oligocènes marins et des dépôts argilo-sableux mio pliocènes sont conservés dans de petites poches karstiques creusées dans les calcaires dinantiens présents sur les sommets du plateau .
La Montagne de Sosoye est une réserve naturelle située sur le versant gauche de la vallée de la Molignée, en aval de l'abbaye de Maredsous. Ce coteau est remarquable par sa végétation calcaire comprenant de nombreuses espèces rares en Belgique :  orpins, mélique ciliée, pelouses xériques à globulaire, persil de montagne, pelouses mésophiles à brome érigé et brachypode, orchidées, ourlets thermophiles à dompte-venin, une chênaie calcicole ainsi qu'un lambeau d'érablière de ravin à scolopendre.

### Sections
| # | Nom               | Superficie. (km²) | Habitants (2020) | Habitants par km² | Code INS |
| - | ----------------- | ----------------- | ---------------- | ----------------- | -------- |
| 1 | Anhée             | 5,82              | 1.791            | 308               | 91005A0  |
| 2 | Haut-le-Wastia    | 4,08              | 352              | 86                | 91005A1  |
| 3 | Warnant           | 11,94             | 827              | 69                | 91005A2  |
| 4 | Sosoye            | 6,53              | 462              | 71                | 91005B   |
| 5 | Denée             | 10,35             | 737              | 71                | 91005C   |
| 6 | Bioul             | 20,23             | 2.313            | 114               | 91005D   |
| 7 | Annevoie-Rouillon | 7,07              | 661              | 93                | 91005E   |

### Démographie: Avant la fusion des communes
- Source: DGS recensements population

### Démographie: Commune fusionnée
En tenant compte des anciennes communes englobées dans la fusion de communes de 1977, on peut dresser l'évolution suivante :
Les chiffres des années 1831 à 1970 tiennent compte des chiffres des anciennes communes fusionnées.
- Source : DGS , de 1831 à 1981=recensements population; à partir de 1990 = nombre d'habitants chaque 1er janvier[5]

## Histoire
Lors de la Préhistoire, Anhée était déjà habité au néolithique. On a trouvé au Trou des Nots à Salet une sépulture dans une cavité.
De l'Antiquité, on y a retrouvé des restes d'un domaine et d'une villa gallo-romaine d'une étendue de 6 ha.
Au Moyen Âge, Anhée faisait partie du domaine direct du comté de Namur. Au XIIIe siècle, sur le plan administratif, Anhée est le siège d’une mairie importante qui s’étend de Gérin à Rivière en englobant Sommière, Haut-le-Wastia, Moulins, Hun, Annevoie et Warnant. À cette époque, la mairie d’Anhée passe de la prévôté de Poilvache au bailliage de Bouvignes. Annevoie, Haut-le-Wastia et Warnant sont rattachées à la commune de Falaën.
Sous l'Ancien régime, la seigneurie d'Anhée, Grange et Senenne faisait partie du domaine comtal. En 1755, elle est aliénée en faveur de Pierre de Montpellier, maître de forges à Yvoir, Houx et Moulins, fils de Pierre-Antoine, seigneur d'Assesse, Sorinne-la-Longue et Jassogne et de Marie-Agnès de Rouillon dite Castaigne.
Lors de la Première Guerre mondiale, le général Lanrezac, chef de la Ve armée française, ordonne le 22 août 1914 la destruction des ponts entre Givet et Yvoir. Les sapeurs français n'ayant pu détruire totalement le pont-rail de Houx, celui-ci est utilisé le 23 août par le XIIe corps saxon pour traverser la Meuse à Anhée sur la rive gauche. Ce même corps franchit également la Meuse à Rouillon. En remontant en direction de Warnant, ils se heurtent à des unités belges de la garnison de Namur en pleine retraite vers la France. Ces unités sont repoussées vers Bioul et une partie d'entre elles faites prisonnières. Les Allemands remontent alors la vallée de la Molignée, s'y heurtant de nouveau à des unités belges. Le gros de la garnison de Namur appartenant à la 4e division parviendra toutefois à rejoindre la France via Bioul et Sosoye.
Lors de la Seconde Guerre mondiale (bataille de Dinant), la cuvette d'Anhée et l'île de Houx sont l'un des axes principaux de la percée décisive du front de la Meuse opérée par les Allemands. La 18e division d'infanterie française du général Camille Léon Duffet est attaquée dans la nuit du 12 au 13 mai 1940 par les Allemands de la 5e Panzerdivision qui franchissent la Meuse en amont de l'île de Houx. Les Français du 3e bataillon du 129e régiment d'infanterie qui défend les rives de la Meuse à Anhée sont pris de flanc. La 10e compagnie qui résiste dans Anhée est prise à revers par les Allemands infiltrés dans les bois dominant la cuvette d'Anhée et anéantie. Ayant occupé Anhée, les Allemands s'emparent également de Haut-le-Wastia au milieu de la journée mais ne peuvent temporairement progresser vers le nord tenu par le 1er bataillon du 129e RI. Le général Duffet ordonne une contre-attaque accompagnée de blindés. Elle a lieu au matin du 14 mai à Haut-le-Wastia et est rapidement prise sous le feu de l'artillerie allemande et des stukas. Le terrain perdu ne peut être réoccupé, l'infanterie française n'ayant pas suivi les chars. La tête de pont d'Anhée reste aux mains des Allemands qui contraignent les Français à la retraite.
Le 4 septembre 1944, la 12e panzerdivision SS Hitlerjugend, en défensive sur la rive droite de la Meuse, envoie un commando dans le village d’Anhée. Faisant sortir des caves les gens qui s’y terrent, les SS exécutent des hommes et incendient 73 maisons de la rue du village. 13 civils sont exécutés.

## Héraldique
|  | La commune possède des armoiries qui lui ont été octroyées le 16 mai 1980. Les armoiries dans le premier quartier sont celles de la famille de Montpellier. Le second, celles de la famille de Propper. Le troisième celles de la famille d'Aix et dans le quatrième celles de la famille de Moreau. Ces familles ont joué un rôle essentiel dans la commune ou dans une partie de la commune. Derrière l'écusson figurent deux crosses croisées rappelant que les villages de Maredret et Sosoye appartenaient à l'Abbaye de Brogne. Blasonnement : Ecartelé, au 1 d'or à la fasce de gueules accompagnée de trois têtes de mores de sable tortillées d'argent (de Montpellier), au 2 d'azur à une grue au naturel tenant de la patte dextre sa vigilance d'or . posée sur une terrasse de sinople (de Propper), au 3 d'argent à trois peignes de cheval de gueules percés de trois trous mal ordonnés du champ (d'Aix), au 4 d'or à un soc de charrue posé de face la pointe en haut (de Moreau). L'écu posé sur deux crosses d'or passées en sautoir, le crosseron à l'extérieur. - Délibération communale : 28 avril 1977 - Arrêté royal : 16 mai 1980 - Moniteur belge : 12 septembre 1980 |

## Politique et administration

### Conseil et collège communal 2024-2030
Ci-dessous, le tableau des résultats des élections communales de 2024.
| Parti | Parti        | Voix (2024) | Voix (2018) | % (2024) | % (2018) | +/-   | Sièges  | +/-  | Collège |
| ----- | ------------ | ----------- | ----------- | -------- | -------- | ----- | ------- | ---- | ------- |
|       | VIC          | 4.485       | -           | 100,00%  | -        | 0.0 % | 19 / 19 | 19.0 | Oui     |
|       | V.I.C.       | -           | 3.656       | -        | 78,22%   | 0.0 % | - / 19  | 16.0 | Non     |
|       | Anhée vers + | -           | 1.018       | -        | 21,78%   | 0.0 % | - / 19  | 3.0  | Non     |
| Total | Total        | 4 485       | 4 674       | 100 %    | 100 %    |       | 19      |      |         |

Le bourgmestre Pierre Rondiat (Les Engagés) est reconduit à la tête de la commune.
| Collège communal   |                                |                                      |
| ------------------ | ------------------------------ | ------------------------------------ |
| Bourgmestre        | Pierre Rondiat                 | Les Engagés - Vos Intérêts Communaux |
| 1er Échevine       | Anne Falaes-Van Rompu          | Les Engagés - Vos Intérêts Communaux |
| 2e Échevin         | Aurélien Dekoninck             | Les Engagés - Vos Intérêts Communaux |
| 3e Échevine        | Nathalie Gaux-Laffineur        | Les Engagés - Vos Intérêts Communaux |
| 4e Échevine        | Annick-Janique Wilmart-Matisse | Les Engagés - Vos Intérêts Communaux |
| Présidente du CPAS | Anne Mouvet-Pinon              | Vos Intérêts Communaux               |

### Liste des bourgmestres
- Frédéric Bartelous, maire (1800-1801).
- Jean Joseph Cossoux, maire, mayeur et bourgmestre (1802-1830).
- Jacques Petit (1831-1872).
- J. Bauchau (1878).
- Jean Honoré Ancion (1879).
- P.J. Baudart (1880-1887).
- Olivier Ancion (1888-1889).
- Xavier Bauchau (1890-1926).
- Louis-Alfred Saint-Martin (1927 -1928).
- Calixte Jacmart (1928-1932).
- Émile Pluymers (1933-1945).
- Paul de Wouters de Bouchout (1947-1950).
- Luc de Montpellier ( - 1995).
- Luc Piette, de 1995 à janvier 2024 (IC).
- Pierre Rondiat, à partir de janvier 2024 (VIC).

## Patrimoine et culture

### Patrimoine architectural
Anhée est dotée d'un riche patrimoine architectural comprenant des châteaux, abbayes, églises et villages traditionnels construits en pierre calcaire :
- Château d'Annevoie et jardins d'Annevoie datant du XVe siècle au XVIIIe siècle. En 1982, l’ensemble du site, les jardins et le bâti sont classés Monuments historiques ;
- Château de Bioul : datant du XIe siècle au XVIe siècle. Construit en pierre calcaire et entouré d'un parc de 40 ha ;
- Château de Senenne : construit en style néo-classique à la fin du XIXe siècle ;
- Abbaye de Moulins-Warnant : datant du XIIIe siècle au XVIIIe siècle et construite en style classique ;
- Abbaye bénédictine de Maredsous : construite en style néo-gothique à la fin du XIXe siècle ;
- Château-ferme de Maredsous : de style classique datant des XVIIe et XVIIIe siècles et adjonction de bâtiments en style néo-gothique aux XIXe et XXe siècles ;
- Abbaye bénédictine de Maredret : construite en style néo-gothique à la fin du XIXe siècle ;
- Maredret, village artisanal ;
- Sosoye, un des plus beaux villages de Wallonie et son église de la Nativité datant du XVIIIe siècle ;
- Église Saint-Martin d'Anhée : édifice néo-gothique construit en 1845-1847 par l'architecte D. Bolle et tour ajoutée en 1865. Mobilier paroissial du XVIIIe siècle au XIXe siècle ;
- Église Saint-Barthélemy de Bioul : reconstruite en style néo-gothique en 1846. Elle abrite encore des éléments de l'église romane antérieure dont un autel daté de 1720, plusieurs monuments funéraires en marbre des familles Bilquin et de Moreau datant du XVIIIe siècle ;
- Château-ferme de Denée : quadrilatère flanqué de tours d'angle et entouré d'eau. Il date du XVIe siècle au XIXe siècle ;
- Église Saint-Rémy de Denée : de style néo-classique datant de 1845. On y trouve des éléments architecturaux (autel, confessionnaux, fonts baptismaux et pierres tombales) datant du XVIe siècle au XIXe siècle.

### Culture

#### Représentations artistiques
- La Vallée de la Molignée, huile sur toile, Léon Navez.

## Enseignement
- École communale d'Annevoie & Bioul : maternel et primaire.
- École communale d'Anhée (Petit bois & St-Anne) : maternel et/ou primaire.
- École communale de la Molignée (maternel et primaire) :
  - Denée ;
  - Haut-le-Wastia ;
  - Warnant.
- Collège Saint-Benoît de Maredsous (secondaire).

## Économie
À partir du XVIe siècle, des forges, scieries de marbre et fonderies ont été en activité en divers lieux d'Anhée : à Annevoie, Sosoye, Denée et au lieu-dit des Moulins à l'embouchure de la Molignée. Ces forges, propriété notamment de la famille de Montpellier, exploitaient les potentialités hydrauliques de la Molignée, du ruisseau de Rouillon et des sources d'Annevoie. Le réseau d'alimentation en eau fournissait l'énergie nécessaire au fonctionnement des usines métallurgiques. Jusqu'en 1978, des laminoirs à cuivre ont fonctionné au lieu-dit des Moulins grâce à la force hydraulique de la Molignée.
il y a également eu une activité extractive de calcaire et de sable à Bioul et de marbre noir à Denée.
Depuis lors, l'activité économique d'Anhée est principalement agricole, forestière et touristique.

### Tourisme
Anhée est traversée par les vallées pittoresques de la Meuse et de la Molignée où l'on peut emprunter de nombreux itinéraires balisés de randonnée ou de VTT. La Transmolignée assure ainsi la liaison pédestre intervillages sur 11,2 km entre les jardins d’Annevoie et l'abbaye de Maredsous. La promenade de mai 40 débute à Haut-Le-Wastia (musée du souvenir). Le Chemin de Saint-Jacques-de-Compostelle (via Mosana ou via Monastica) traverse l'entité d'Anhée. Un chemin en boucle permet la visite de la réserve naturelle de la Montagne de Sosoye.
À cela s'ajoutent les Draisines de la Molignée, sorte de plate-forme vélo à 4 roues et à 4 places, permettant de circuler sur l'ancienne ligne de chemin de fer 150 A depuis l'ancienne gare de Denée-Maredsous jusqu'au village de Warnant. De même, la ligne 150 A du réseau RAVel (mobilité douce) permet de relier  Anhée à Aisemont (dans l'entité de Fosses-la-Ville).
Le tourisme de bouche s'est récemment développé. À Anhée, on trouve notamment l'escargotière de Warnant, élevage d'escargots destiné à la consommation. À Maredsous, se situe le musée de la fromagerie de Maredsous ainsi qu'une micro-brasserie depuis 2023 en collaboration avec la Brasserie Duvel Moortgat. Un vignoble s'est récemment implanté à proximité du château de Bioul. En 2009, la famille Wickmans-Vaxelaire, propriétaire du château de Bioul, a créé une exploitation vinicole dans le château et le parc du château et au lieudit le « Vignoulle ». La superficie du vignoble atteint désormais 14 ha. Le vignoble bénéficie de l'appellation « Côtes de Sambre et Meuse » reconnue comme appellation d’origine contrôlée. Des vins blancs et mousseux y sont produits à partir de cépages Johanniter, Muscaris, Pinotin adaptés aux climats septentrionaux comme en Belgique au château de Bioul. Ils sont produits selon les principes de l'agriculture biologique (permaculture et biodynamie) et ont obtenu la certification bio en 2020,. Parallèlement au vignoble, des activités touristiques sont également développées au château et dans le parc avec de la restauration, des spectacles, des visites organisées et un parcours muséal interactif dans l'ancien fenil de la ferme « Made in Bioul » retraçant l'histoire du château. Ce musée retrace l’histoire des lieux et de ses propriétaires successifs. Depuis 2020, un vignoble de 11,5 ha s'est également implanté à proximité du château et des jardins d'Annevoie sur les coteaux de la Meuse. Les vins y sont produits à partir des cépages résistants Johanniter, Cabernet blanc, Sauvignac, Cabaret noir et Solaris et en se fondant sur les principes de l'agriculture biologique (biodynamie).
Un tourisme mémoriel est également présent sur le territoire de la commune, lieu de la percée allemande lors de la Seconde Guerre mondiale. Le Musée du Souvenir Bataille de la Meuse Mai 1940 à Haut-le-Wastia retrace le passage en force de la Meuse par les divisions blindées allemandes en mai 1940. Le musée est par ailleurs le point de départ de la promenade de mai 40. Plusieurs monuments ont été construits pour commémorer les victimes françaises et belges des combats de mai 1940 à Haut-le-Wastia, Denée et Warnant.

### Transport
Les villages de la commune d'Anhée sont desservis par le bus 21 (Namur - Maredsous), le bus 34 (Namur - Dinant) et le Proxibus d'Anhée (92/1).

## Sport et vie associative

### Sports
- Football : R. Anhée FC, Celtic Denée, RFC Bioul 81.
- Volley-ball : VC Anhée.
- Hockey sur gazon : Hockey Club Anhée.
- Cyclotourisme et VTT : La Meute Molignarde d'Anhée
- Tennis : Bioul Tennis.
- Tennis de table : TT Rouillon.
- Escrime : CE Bessemans.
- Balle Pelote : Espoir Warnantais, Ermeton-Denée.
- Centre équestre : Les Écuries de la Barrière.
- Escalade : carrière Beaupère à Hun gérée par le Club alpin belge.

## Galerie

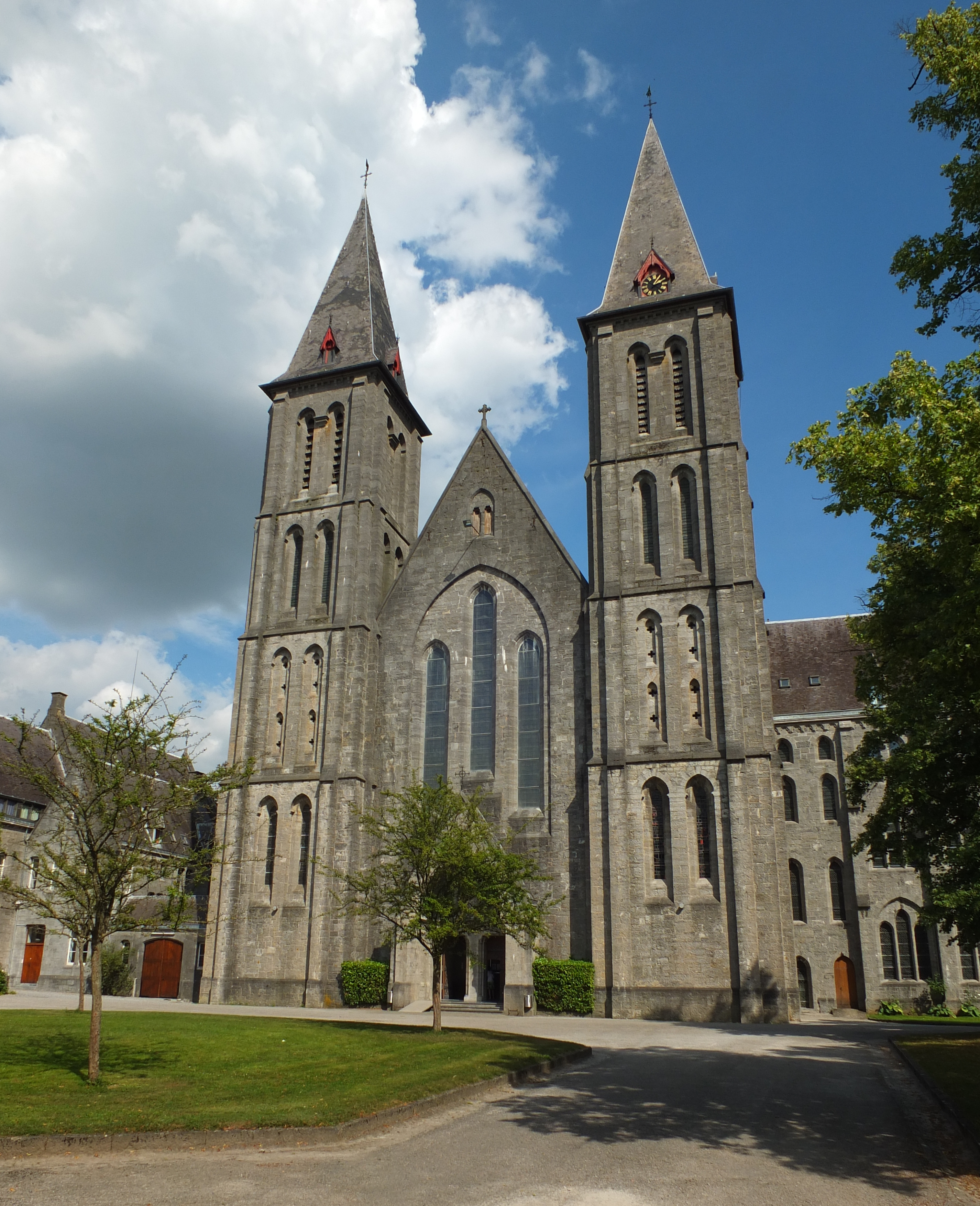
Abbaye de Maredsous.
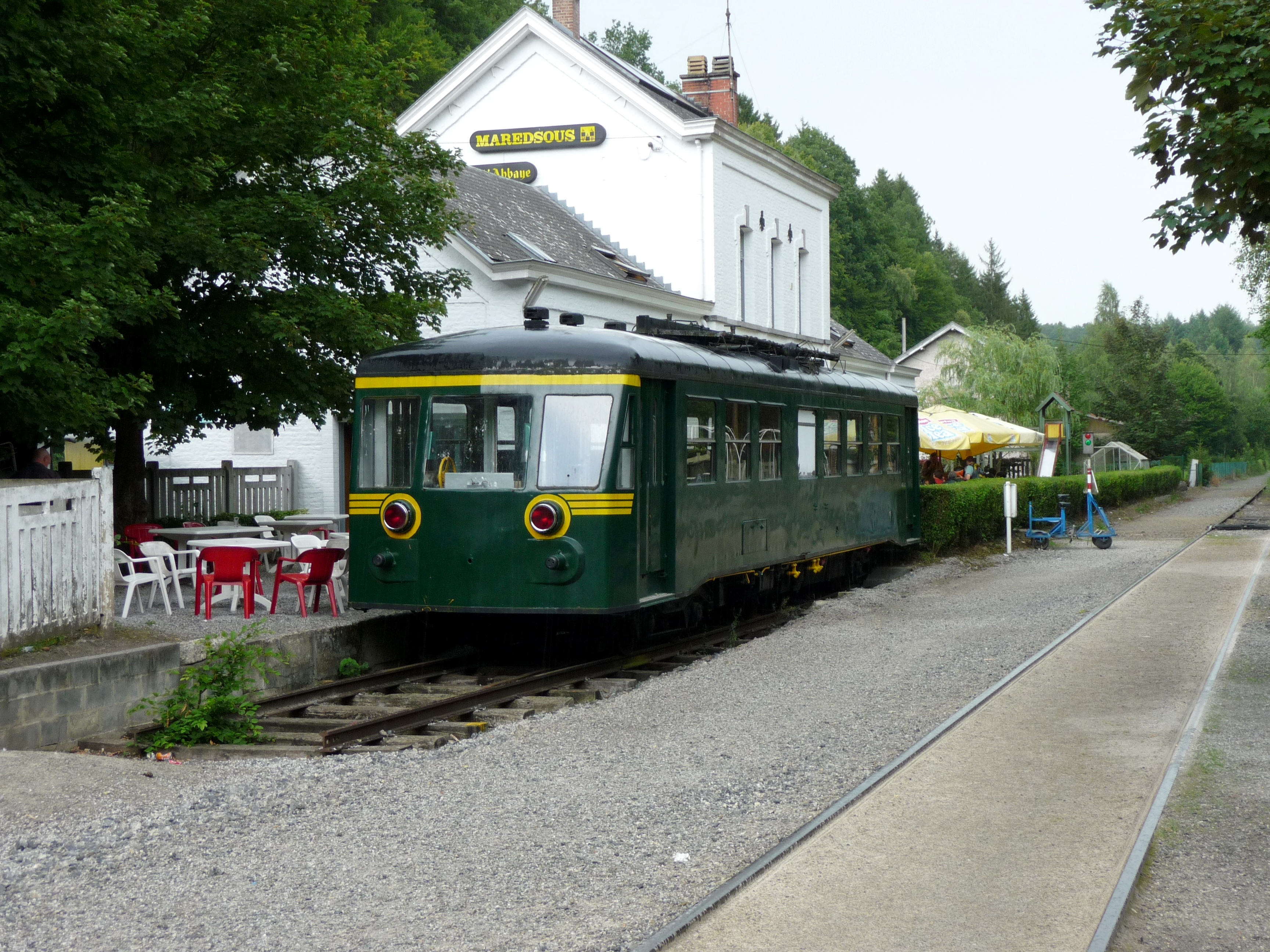
Gare de Maredsous.
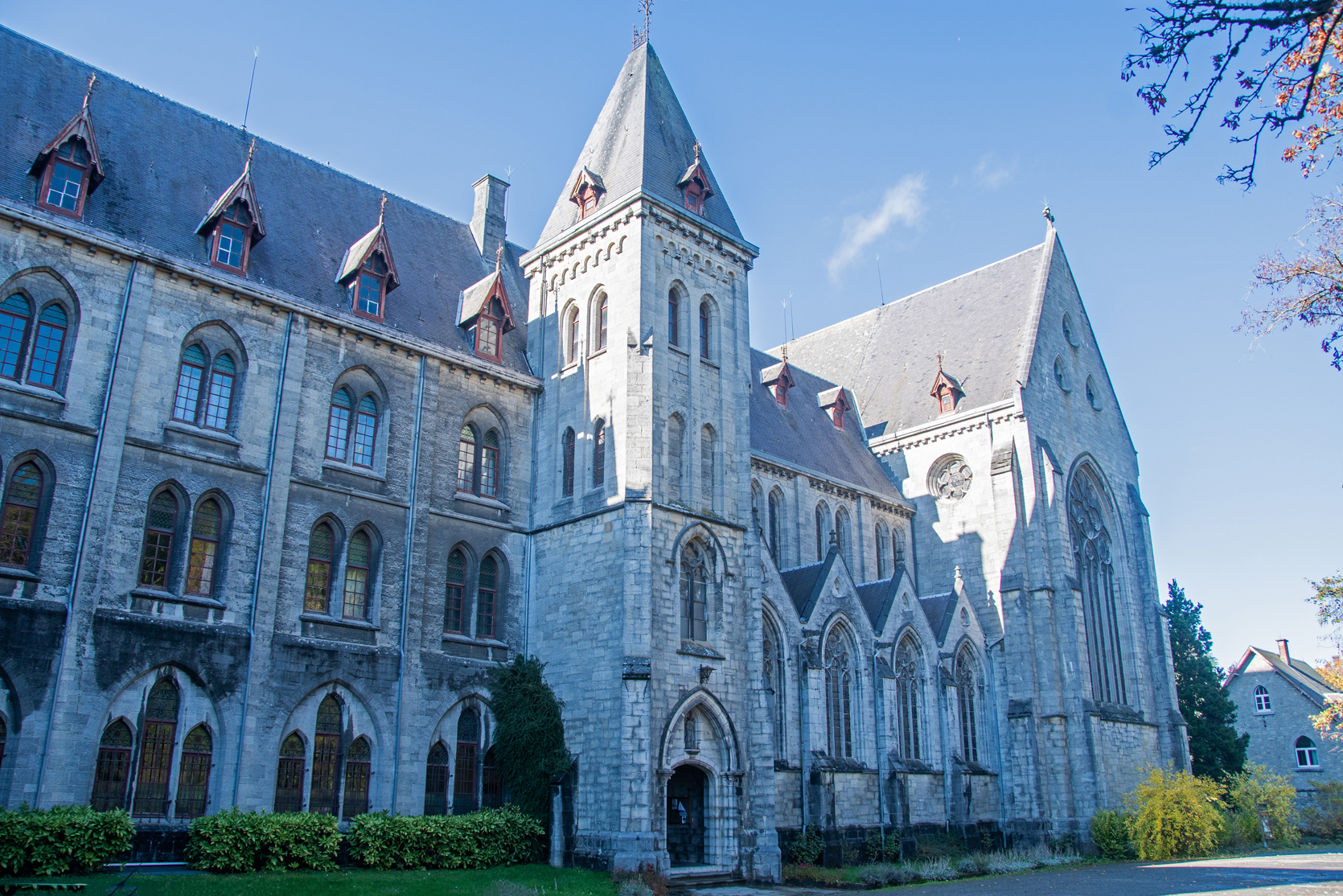
Abbaye de Maredret.
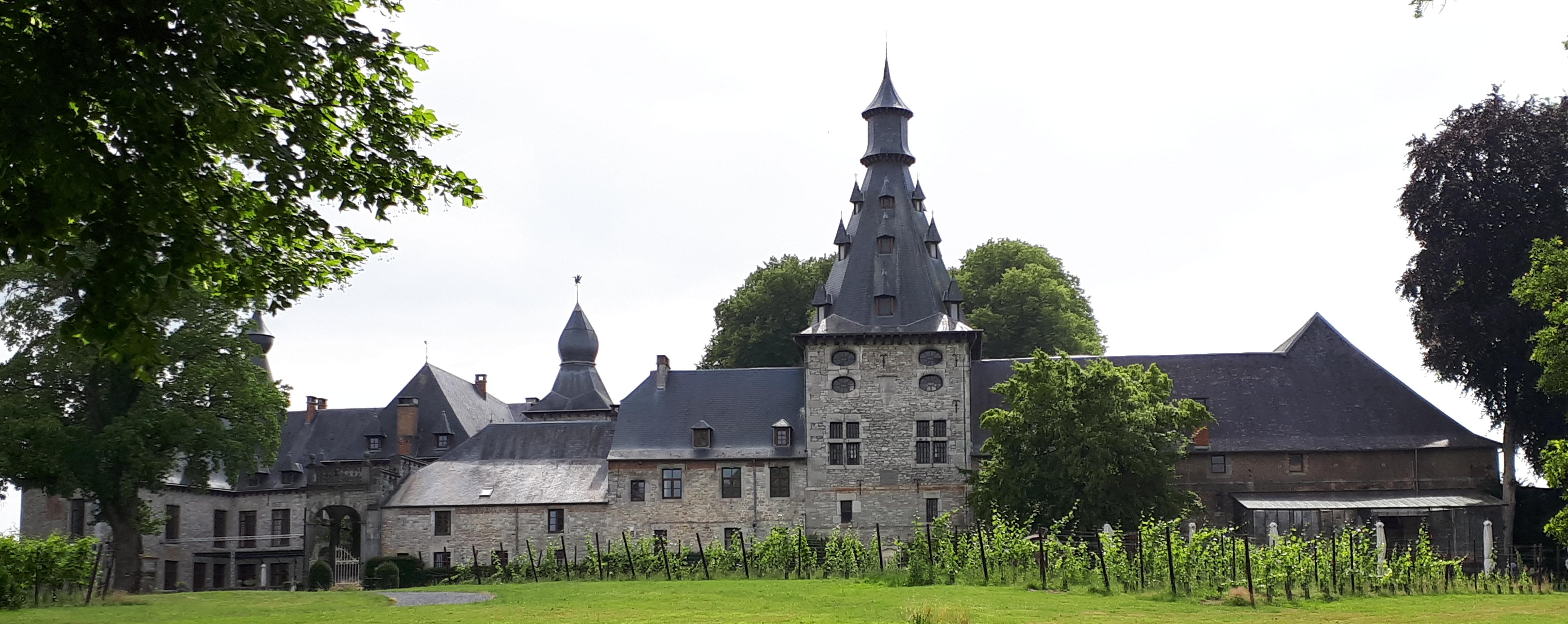
Château de Bioul.
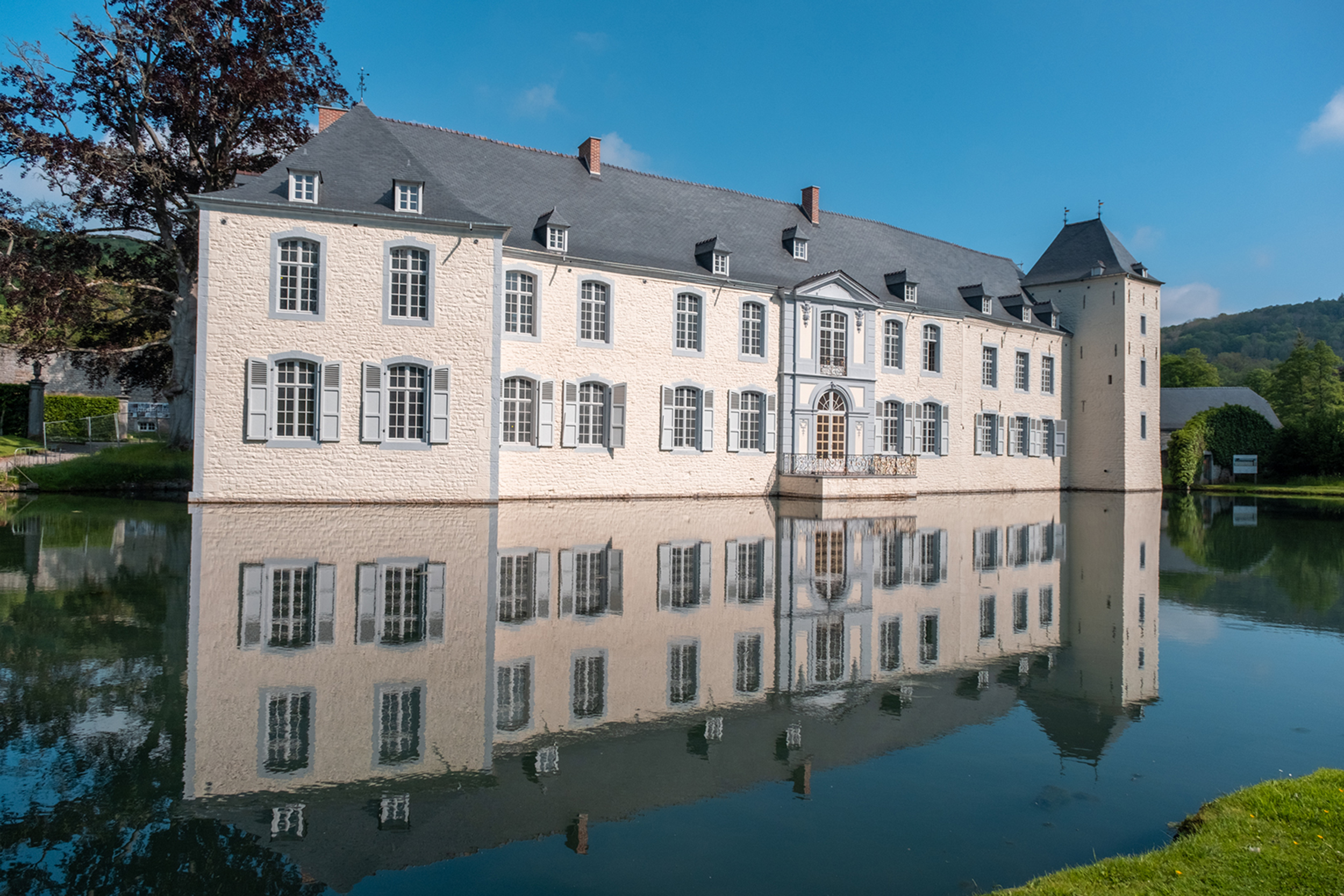
Château d'Annevoie.
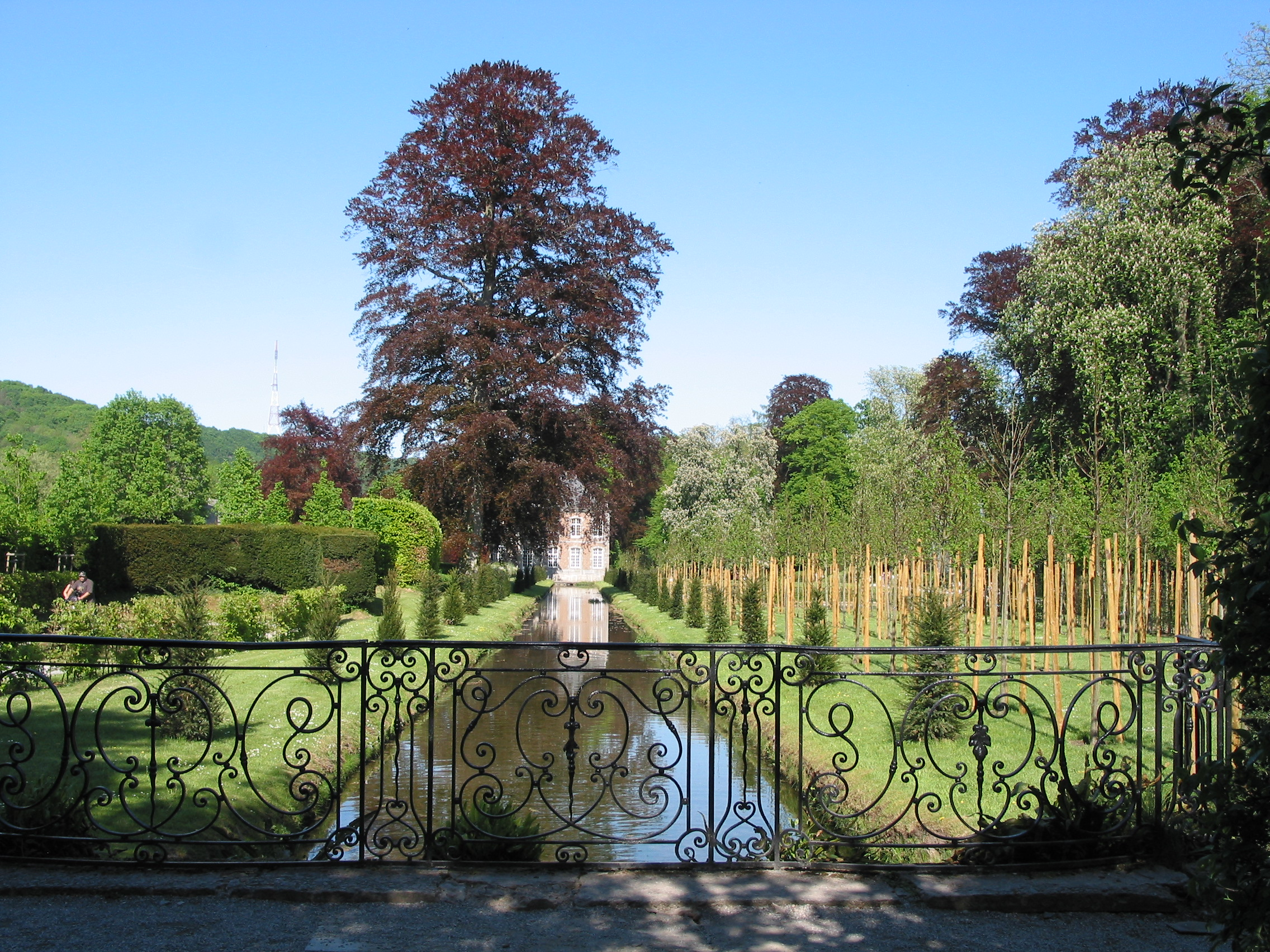
Jardins d'Annevoie.
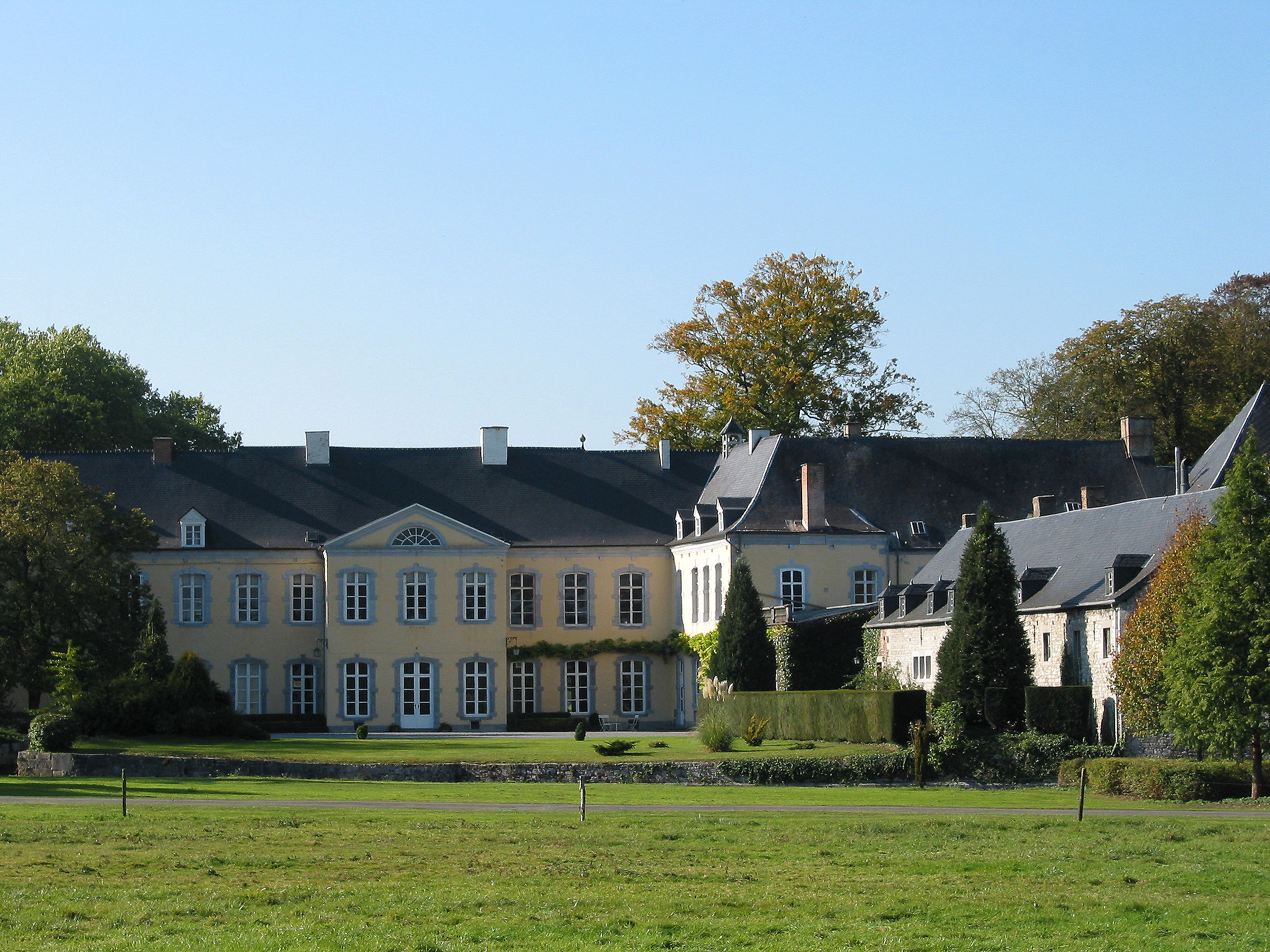
Abbaye des Moulins à Warnant.
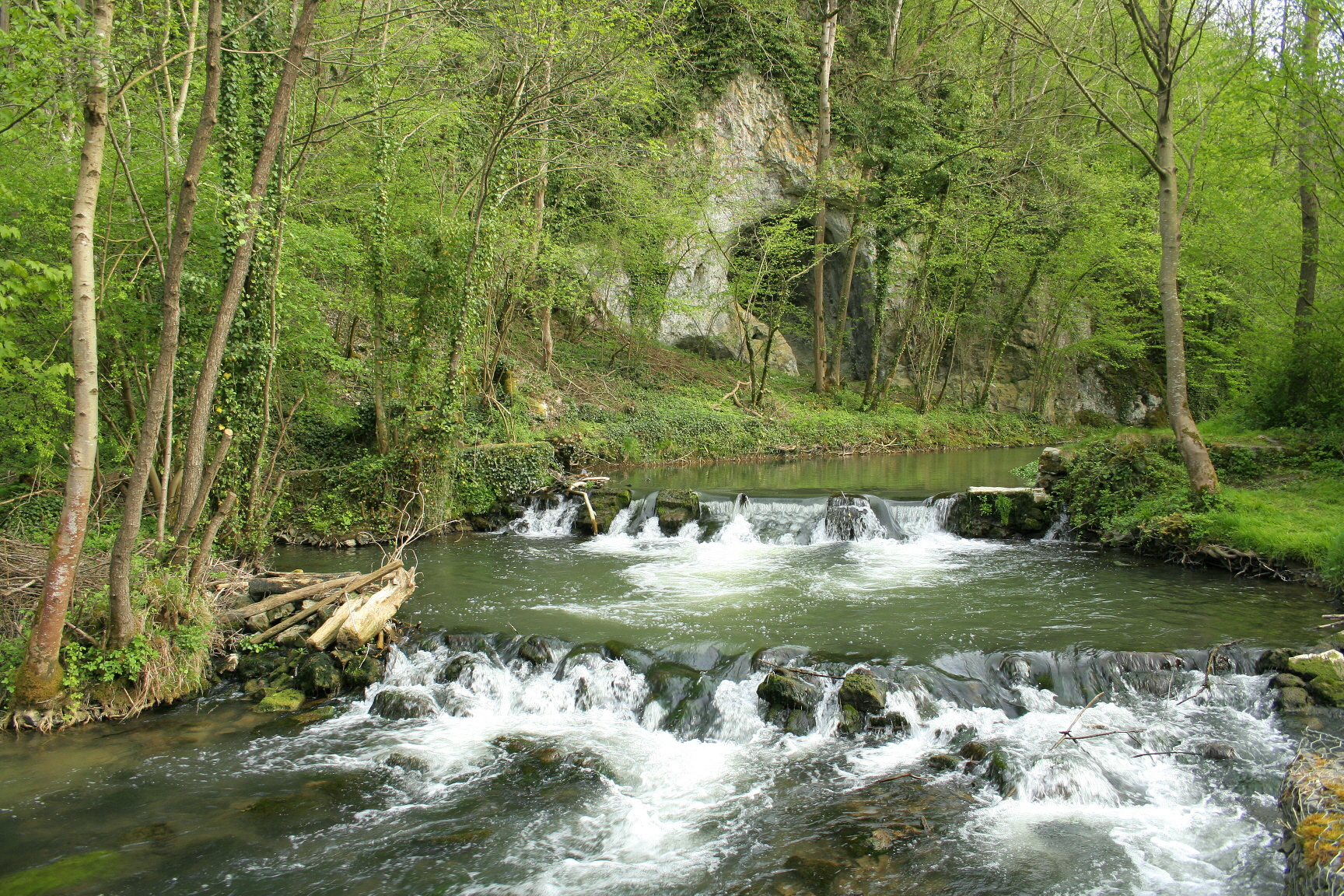
La Molignée à Haut-le-Wastia.

## Personnalités
- Jules de Montpellier d'Annevoie (1908-1944), homme politique, y est mort.
- Gabriel Adrien Robinet de Cléry (1836-1914), magistrat et auteur français, victime du bombardement de la maison où il habitait au début de la Première Guerre mondiale (au lendemain de la bataille de la Marne). Décède à Anhée.

- François Vaxelaire (1840-1920) : entrepreneur français, fondateur des grands magasins Au Bon Marché à Bruxelles et propriétaire du château de Bioul.
- Alexandre Daoust (1886-1947) : sculpteur né à Bioul.